# Las tres hilanderas
Las tres hilanderas (en alemán, Die drei Spinnerinnen) es un cuento de hadas alemán recopilado por los hermanos Grimm en Los cuentos de hadas de Grimm  y publicado en 1812.  En la colección de cuentos de los Hermanos Grimm, Las tres hilanderas (Die drei Spinnerinnen) es el n.º 14.Corresponde al tipo 501 de la clasificación de Aarne-Thompson, que está muy extendido por toda Europa.  
Tiene ciertas similitudes y paralelismos con otros relatos de la colección; Rumpelstiltskin y Frau Holle,  y así mismo diferencias obvias, por lo que a menudo se los compara. 

La primera edición de Cuentos de la infancia y del hogar contenía una variante mucho más corta, Hateful Flax Spinning (El odioso hilado de lino), pero son Las tres hilanderas las que se hicieron más conocidas popularmente.

## Origen
El cuento fue publicado por los hermanos Grimm en la segunda edición de Cuentos del hogar y del hogar en 1819. Su fuente principal fue Paul Wigand (1786-1866), completada por las versiones de Jeanette Hassenpflug (1791-1860) y Johannes Prätorius (1630-1680). La primera edición de 1812 contenía la variante más corta, "Hateful Flax Spinning (Von dem bösen Flachsspinnen)", basada en el relato de Jeanette Hassenpflug. 

## Argumento del cuento
Érase una vez una niña, hija de una hilandera, muy holgazana que no quería hilar. Un día, mientras su madre la amonestaba por ello, la Reina, que pasaba por el lugar, escuchó lo que sucedía y preguntó el motivo del sermón. Avergonzada de admitir que su hija era vaga y muy perezosa, la madre decidió responder con un embuste a la Reina y le explicó que su hija hilaba tanto que ella misma no podía permitirse comprar suficiente lino para mantenerla ocupada. La Reina, impresionada por tal diligencia, ofreció llevarse a su hija con ella.
Una vez en el castillo, la Reina llevó a la niña a una habitación repleta de lino virgen. Ella le comentó que si era capaz de hilar todo en tres días, sería recompensada con el matrimonio de su hijo mayor. Dos días después, la Reina regresó y se sorprendió al encontrar el lino intacto. La muchacha, con congoja, alegó que la nostalgia le había impedido girar la rueca, por lo que la Reina, comprensivamente, entendió su justificación pero le dijo que esa excusa no le serviría dos veces.

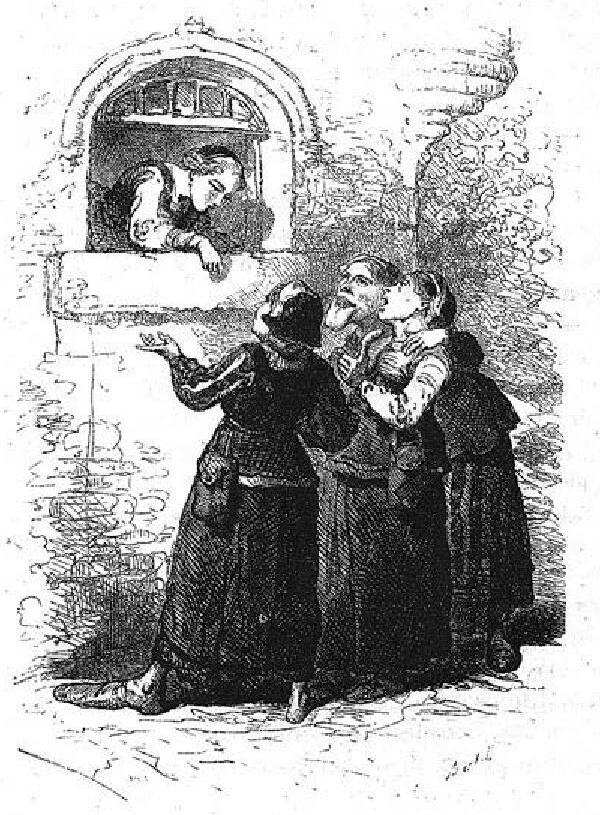
Ilustración en grabado del relato de Las tres hilanderas de la Edición Gaspar, Madrid, 1879.

Esa misma noche tres ancianas aparecieron en la habitación en la que se encontraba la muchacha. Una de ellas tenía un pie grotescamente hinchado; la segunda, un pulgar demasiado gordo; la tercera y última, un labio seco y colgante. Las tres mujeres se ofrecieron a hilar todo el lino para la niña si ella prometía invitarlas a su boda con el príncipe. La muchacha aceptó con la condición de presentarlas como sus tías lejanas. Tanto la muchacha como las tres mujeres aceptaron el trato y durante toda la noche la rueca de hilar estuvo en constante movimiento.
Por la mañana del día siguiente, la Reina se acercó a comprobar si la muchacha había conseguido o no hilar aquella cantidad de lino. Al entrar en la habitación, la Reina se quedó sorprendida al ver todo el lino perfectamente hilado. La Reina accedió y recompensó a la niña con la boda de su hijo mayor. Ella recordó en aquel momento su acuerdo y pidió desesperadamente que invitasen a sus "tías". Una vez en el convite, el Rey, curioso de aquellas tres mujeres, preguntó cómo llegaron a adquirir tales deformidades corporales, y las tres explicaron, una detrás de la otra, que provenían de sus años de experiencia hilando lino: el pie por pisar, el pulgar por torcer hilo y el labio por lamer. Asustado, el Rey prohibió a su bella nuera volver a hilar, y de este modo, prevenir tales deformidades a ella. Y con esto se terminó la pesadilla del hilado.

### Variante:Hateful Flax Spinning
Un Rey ordenó a su reina y a sus hijas que debían hilar todo el tiempo. Un buen día, el Rey les obsequio con una caja repleta de lino para hilar, para angustia de sus hijas. La Reina, astuta y cansada de las órdenes de su marido, invitó a tres horribles ancianas solteronas, de profesión hilanderas, a ir al castillo a girar las ruecas junto a ellas. El Rey, sorprendido, les preguntó la causa de sus deformidades. Sus respuestas fueron de tanto hilar. Aquel mismo día, el Rey prohibió a su esposa e hijas volver a hilar más.

## Otras lecturas
- Bellhouse, Mary L. (1991). «Visual Myths of Female Identity in Eighteenth-Century France». International Political Science Review 12 (2): 117-135. doi:10.1177/019251219101200203.
- Bottigheimer, Ruth B. (1982). «Tale Spinners: Submerged Voices in Grimms' Fairy Tales». New German Critique (27): 141-150. doi:10.2307/487989.
- Cambon, Fernand (1976). «La fileuse. Remarques psychanalytiques sur le motif de la " fileuse " et du " filage " dans quelques poèmes et contes allemands». Littérature 23 (3): 56-74. doi:10.3406/litt.1976.1122.
- Marcoin, Francis (1996). «Approcher, nommer le littéraire à l'école primaire». Repères 13 (1): 27-48. doi:10.3406/reper.1996.2174.